# گامبیا برد
گامبیا برد (انگلیسی: Gambia Bird) شرکت هواپیمایی گامبیایی است، که در سال ۲۰۱۲ تأسیس شد.